# هجوم ستراسبورج 2018
هجوم ستراسبورغ هو هجوم مسلح حصلَ في 11 ديسمبر/كانون الأول 2018 في سوق بمدينة ستراسبورغ الفرنسية حيثُ أطلقَ شخص النار على حشدٍ من النّاس ما أدى لمقتل 3 أشخاص على الفور وتوفي آخر لاحقاً متأثراً بجروحه  كما أصيب في العملية 12 آخرين بجروح خطرة. حددت السلطات هويّة المهاجم ويدعى شريف شيخات وقالت إنه كان من المطلوبين لديها وفرضت طوقًا أمنيًّا على قطاع من المدينة ليعلن بعدها بيومين مقتل المطلوب.

## الخلفية
تُعرف مدينة ستراسبورغ بجوها البارد والمُعتدل كما تُعد قبلة للسياح من مُختلف مناطق العالم. تستضيفُ المدينة سنويًا حفلات ومهرجانات في إطار الاحتفال بأعياد الميلاد وتتمركزُ هذه الحفلات في ساحة على مقربة من كاتدرائية ستراسبورغ المُشيّدة منذ عام 1570. في عام 2000؛ أحبطت الشرطة الفرنسيّة بمساعدة من نظيرتها الألمانيّة هجومًا خطيرًا كان يستهدفُ الكاتدرائيّة. كانت الهجوم من تخطيط عناصر في الجماعة السلفية للدعوة والقتال؛ حيث كانوا يُخطّطون لتفجير طناجر الضغط مع بعض القنابل محلية الصنع وسطَ حشد من الناس. منذ ذلك الحين؛ عملت الشرطة على تعزيز الأمن في المِنطقة  خاصّة أنّها تلقت في كثيرٍ من الأحيان انذرات بمحاولات هجوم. في عام 2016؛ ألقى جِهاز الأمن الفرنسي القبض على عدة أشخاص في مارسيليا وستراسبورغ بتُهمة الإعداد لهجوم إرهابي مما نجمَ عن ذلك إلغاء حفلة عيد الميلاد قبلَ أن تُعزز الشرطة من وجودها وتُقرر في النّهاية إقامَتها.

## الهجوم
في صباح يوم 11 كانون الأول/ديسمبر عام 2018؛ داهمت الشرطة منزل المشتبه به في نودورف لكنّه كانَ فارِغًا. عثرت الشرطة في المنزل على قنبلة يدوية دفاعية وبندقية طويلة إلى جانبِ أربعة سكاكين (بما في ذلك اثنين من سكاكين الصيد) وكذلك بعض الذخيرة.
حصلَ الهُجوم في حوالي الساعة 19:50 بالتوقيت المحلي (18:50 بتوقيت جرينتش)،  بالقرب من ساحة كليبر (بالفرنسية: Place Kléber)‏ حيثُ تقام حفلة عيد الميلاد. دخل مُطلق النار للساحة من خلالِ أحد الشوارع، ثم فتح النّار في اتجاهِ ثلاثة مواقع مختلفة. بعد إطلاقه النار على حشد منَ الناس هرعَ عناصر من الأمن لعينِ المكان ثمّ تبادلوا معهُ النيران مما تسبب في إصابةِ جندي برصاصة في ذراعه. قُتل خلال الهجوم ثلاث أشخاص؛ الأوّل هو سائح تايلندي يبلغُ من العمر 45 سنة وقد قضى نحبهُ في عينِ المكان على الرغمِ من الإسعافات الأوليّة التي قُدمت له وذلك بعدما استقرت رصاصة المُهاجم في رأسه.
بعد ذلك هرب مُطلق النار حيثُ استقل سيارة أجرة تحت تهديد سائقها بالقتلِ وقد سمحت شهادة السائق في التعرف على هويّة المُسلح. لقد أجبرَ هذا الحادث على إغلاق كل الطرقات في جميع أنحاء المدينة كما أُغلق مبنى تابع للبرلمان الأوروبي أمّا الشرطة فقد استخدمت موقع تويتر لنقل المعلومات إلى الجمهور. حتى صباح اليوم الموالي؛ كانَ القاتل لا يزال طليقًا،  على الرغمِ من مُطاردتهِ من قبل 350 من قوات الأمن وفرقة البحث والتدخل بدعمٍ من الوحدات الجوية.
رفعت الحُكومة الفرنسية مستوى التهديد الأمني إلى أعلى مستوى ممكن في ظل البحث عن المسلح على الرغم من أن وزير العدل نيكول بيلوبو قد أكّد على أن حالة الطوارئ هذه كانت ستُفرض خلالَ هذه المناسبة. تقطعت السُبل بـحوالي 5000 في منشأة رياضية بعدما أجبترهم الشرطة على البقاء فيها.

## الضحايا
قُتل جرّاء الهجوم ثلاث أشخاص فيمَا جُرح 12 آخرين؛ ستة منهم في وضعيّة حرجة. تمّ تحديد واحد من القتلى وهوَ سائح تايلندي يبلغُ من العمر 45 سنة وقد قدِمَ لفرنسا من أجلِ زيارة زوجته فيما لم تُحدد السلطات بعد هويّة باقي الضحايا.

## المشتبه به
المشتبه به هوَ شابٌ يُدعى شريف شيخات ويبلغُ من العمرِ 29 عامًا. شاب فرنسي من أصل مغربي من مواليد 1989 . حسب البيانات الأوليّة لوزارة الداخليّة فشريف مولود في مدينة ستراسبورغ، كما أنّه معروفٌ لدى أجهزة الأمن في فرنسا وألمانيا وسويسرا بسببِ ارتكابه لـ 27 «جريمة صغيرة». بعد إطلاق سراحه من السجن في فرنسا في عام 2015؛ قبضت عليه الشُرطة مُجددًا بتهمة السرقة في سينجن ثم طُرد من فرنسا بعد الإفراج عنه في عام 2017.
هوَ أحد العناصر في مذكرة إس وهي مذكرة تستعملها الشرطة الفرنسيّة لتعقب المُشتبه بهم داخل حدود الدولة. جديرٌ بالذكر هنا أنّ وجود اسمهِ على المذكرة يترافق معَ تهمة «التطرف الديني». ومع ذلك؛ أكّد لوران نونيز المُتحدث باسمِ وزير الداخلية أن المشتبه به لم يكن معروفا في تورطهِ في أنشطة إرهابية كما أنّه لم يحاول الوصول إلى سوريا.

## ردود الفعل
أعربَ رئيس المفوضية الأوروبية جان-كلود يونكر عن تعازيه الحارة لأسر وعائلات الضحايا كما علّق رئيس وزراء لوكسمبورغ كزافييه بيتل على الموضوع من خِلال تغريدة له في حسابه الرسمي على موقع تويتر حيثُ أعرب فيها عن تعازيهِ الحارة لفرنسا وذكّر بأنّ مدينة ستراتسبورغ رمزٌ للسلام والديمقراطية. أمّا رئيسة وزراء المملكة المُتحدة تيريزا ماي فقد نشرت بيانًا قالت فيه: «تعازينا لكل المتضررين وللشعب الفرنسي عامّةً.»